# Macaria artesiaria
Macaria artesiaria là một loài bướm đêm trong họ Geometridae.